# Осма словеначка ударна бригада
Осма словеначка ударна бригада „Фран Левстик” формирана је 10. септембра 1943. године у Долењским Топлицама од истоименог батаљона и бораца који су после капитулације Италије из Љубљане и Долењске ступили у Народноослободилачку војску Југославије. При формирању је имала три батаљона са око 1400 бораца. Од 14. септембра 1943. до краја рата била је у саставу Осамнаесте словеначке дивизије и дејствовала на територији Долењске и Нотрањске.
Добила је име по Франу Левстику, писцу, политичком активисти и једном од најистакнутијих представника младословенског политичког покрета у 19. веку.

## Борбени пут бригаде

### 1943.
Дана 2. октобра код села Лаврице близу Љубљане водила оштру једнодневну борбу против 3. батаљона немачког 19. СС полицијског пука и белогардистичких формација, који су, уз подршку тенкова, надирали преко Подмолника, Орља и Лаврице. Непријатељске колоне су одбачене према Љубљани, уз губитке од 10 мртвих. Уништени су 1 тенк и 1 оклопна кола. Трећи батаљон бригаде је 7. октобра у Велич Врху близу Стичне напао немачко-белогардистичку граничну посаду. После краће борбе посада је побегла, оставивши већу количину оружја и муниције. Истог дана, између железничких станица Јевница и Креснице на прузи Љубљана - Зидани Мост минерска група бригаде уништила је немачки војни транспортни воз у коме се налазио батаљон од око 400 војника, 42 коња и 14 камиона. Бригада је 12. октобра у Печару код Љубљане напала немачку граничну посаду. После краће борбе посада је сва изгинула. Заплењена је радио-станица и нешто оружја. Бригаду су 23. октобра у рејону Шкофљица - Лаврица - Орље напале немачке снаге из Љубљане, подржане тенковима, и после оштре петочасовне борбе непријатељ је заустављен и уз знатне губитке одбачен у Љубљану.
Дана 8. новембра у рејону села Секиршча и планине Мачковеца немачка колона из села Роба код Великог Лашча, у чијем је саставу било и тенкова, напала Левстикову бригаду и Љубљанску бригаду 18. дивизије НОВЈ. После вишечасовне оштре борбе, у којој су непријатељу нанети губици од око 30 мртвих, а због надмоћности непријатеља бригаде су се повукле у правцу планине Мокреча. Идућег дана обе бригаде су водиле вишечасовне борбе против немачких колона које су нападале са правца села Роба и Крваве Печи. Пошто су одбиле више узастопних непријатељских јуриша, бригаде су се, због изнурености људства и због надмоћности непријатеља, повукле преко села Ишке у правцу планине Крима код Боровнице. бригаде су поново 10. новембра, код Устја и Ракитне близу Боровнице водиле вишечасовне борбе против немачких колона из Ракека и Боровнице. Због преморености људства бригаде су се, под борбом, постепено повлачиле, а касно ноћу одвојиле су се од непријатеља и пребациле у село Пиковник близу Церкнице.
Бригада је 3. децембра у Великим Лашчама заједно с јединицама 14. дивизије НОВЈ, после 10-часовне борбе, уништила немачко-белогардистичку посаду. Погинуло је преко 200 белогардиста и немачких војника, док су јединице НОВЈ имале 2 мртва и 8 рањених. Заплењен је тешки минобацач, 5 митраљеза, 10 п. митраљеза и 198 пушака. У другој  половини децембра 1943. бригада је у Хрватској водила борбе с усташко-домобранским снагама у Горском Котару, код Сушака и Цриквенице.

### 1944.
Од фебруара до априла 1944, заједно с осталим јединицама Осамнаесте дивизије, нападала је немачке моторизоване колоне које су из Љубљане снабдевале Кочевје. Тешке борбе водила је бригада с Немцима и домобранима код Загорице 11. јуна, око Стичне и Шент Вида 21-22. јуна, код Шкофљице 14. августа и око Кочевја 18-21. новембра 1944. године.
Дана 27. јула бригада је код села Раздртог близу Гросупља минирањем порушила железнички тунел дужине 240 м и тиме за дуже време онемогућила саобраћај на прузи Љубљана-Гросупље. Немачко-домобранске снаге из Великих Лашча и Чабра отпочеле су 9. септембра, у више колона, наступање у правцу Лошке долине. Снаге Левстикове бригаде, на положајима Свети Примож - Нареди - Свети Ожболт (код Великих Лашча), и 9. словеначке бригаде, на положајима места Дане - Горње Језеро - Зеровница (близу Церкнице), успеле су да у тешким дводневним борбама принуде непријатеља на повлачење.
Бригада је 3. фебруара 1945. у близини Граденеца и Старе Горе (код Жужемберка) после краће борбе одбила напад делова 5. покретног батаљона словеначких домобрана из Странске Васи, наневши им губитке од 5 мртвих и 12 рањених. Дана 7. фебруара у рејону Граденец - Стара Гора -  Мало Липје, Левстикова бригада и Белокрањска бригада су после вишечасовне оштре борбе одбиле напад немачко-домобранских снага из Жужемберка, наневши им губитке од 45 погинулих и 65 рањених. Дана 19. марта у рејону Руперч Врх - Бирчна Вас - Тежке Воде, Левстикова бригада и 24. италијанска бригада Фонтанот 7. корпуса ЈА напале су и, после вишечасовне борбе, одбациле у Ново Место немачко-домобранске снаге, спречивши им продор у Белу крајину. Бригада је 27. марта у Горњем Покупју (код Карловца) разбила је 30. батаљон 3. усташке бригаде. Погинуло је 20 усташа, рањене су 23 усташе, а велики се број њих, при бекству, удавио у реци Купи.

### 1945.
У 1945, учествовала је у свим борбама Осамнаесте дивизије у Сухој крајини и око Новог Места, а нарочито се истакла у нападу на Струге 6. априла и у разбијању недићевско-четничке групе на Кочевском рогу 21-25. априла. Дана 21. априла су у рејону Рогати Хриб - Рајндол - Мозељ (код Кочевја) 4. бригада „Матија Губец” 15. дивизије ЈА, 8. бригада „Фран Левстик” 18. дивизије ЈА, 1. бригада народне одбране, Нотрањски НОП одред 7. корпуса и делови 20. дивизије ЈА, у вишечасовној борби, разбили 3. пук СДК.